# Albert II. (Monaco)

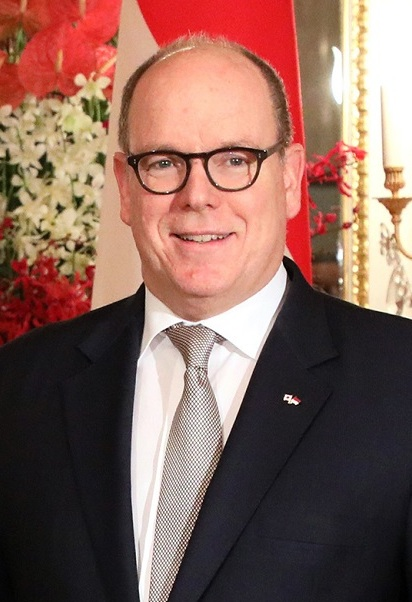
Albert II. von Monaco

Albert II. (vollständiger Name: Albert Alexandre Louis Pierre Rainier Grimaldi) (* 14. März 1958 in Monaco), ist das zweitälteste der drei Kinder von Rainier III. von Monaco und Gracia Patricia von Monaco. Seit dem Tod seines Vaters am 6. April 2005 ist er der regierende Fürst von Monaco und Oberhaupt der Familie Grimaldi. Er ist der Bruder von Caroline von Hannover und Stéphanie von Monaco. Seit 2011 ist er mit der ehemaligen südafrikanischen Schwimmerin Charlène Wittstock verheiratet. Seit Dezember 2014 ist er Vater der Zwillinge Gabriella und Jacques.

## Leben

### Kindheit und Ausbildung
Albert II. wurde als Sohn von Fürst Rainier III. und Fürstin Gracia Patricia geboren. Obwohl nach seiner Schwester Caroline Zweitgeborener, wurde er – da Monaco die patrilineare Primogenitur, also die Bevorzugung der männlichen Linie kennt – mit seiner Geburt Thronfolger mit dem Titel Erbprinz von Monaco, Marquis von Baux. Seine jüngere Schwester ist Stéphanie.
Albert absolvierte sein Abitur am Gymnasium Albert Ier von Monaco und studierte anschließend Politik am Amherst College in Amherst (Massachusetts). Neben Französisch spricht er Englisch und Deutsch.

### Familie und mögliche Nachfolge
Fürst Albert II. ist seit dem 1. Juli 2011 mit der früheren südafrikanischen Schwimmerin Charlene Wittstock verheiratet. Die kirchliche Trauung fand am folgenden Tag statt. Das Paar war seit dem 23. Juni 2010 verlobt. Am 30. Mai 2014 gab der Hof bekannt, dass das Fürstenpaar Nachwuchs erwartet. Die Zwillinge, Prinzessin Gabriella von Monaco und Erbprinz Jacques von Monaco, wurden am 10. Dezember 2014 in Monaco geboren.
Albert hat eine nichteheliche Tochter namens Jazmin Grace Grimaldi und einen nichtehelichen Sohn namens Alexandre Grimaldi. Beide Kinder sind von der Thronfolge ausgeschlossen, denn 2002 hatte ihr Großvater Fürst Rainier, selbst Sohn einer legitimierten nichtehelichen Tochter des Fürsten Louis II. von Monaco, die Verfassung so geändert, dass nur Kinder aus einer Ehe die Erbfolge antreten können.

### Vermögen
Das Wirtschaftsmagazin Forbes schrieb 2020, dass die Fürstenfamilie von Monaco mutmaßlich ein Vermögen von etwa 800 Millionen bis eine Milliarde Schweizer Franken habe.
Hauptquelle der Einnahmen ist die Beteiligung an der Société des Bains de Mer et du Cercle des Étrangers à Monaco (SBM), die neben der Spielbank Monte-Carlo zwölf Spitzenrestaurants, vier Luxushotels, den Monte Carlo Sporting Club, das Kurhaus Thermes Marins, Diskotheken, das Cabaret, die Opéra de Monaco und den berühmten Beach Club betreibt.
Dem Fürsten gehört auch das 1854 vom Haus Grimaldi erworbene Schloss Marchais mit Gutsbesitz 20 Kilometer östlich von Laon (Département Aisne) und 40 Kilometer nördlich von Reims.

## Aufgaben und Interessen

### Als Thronfolger

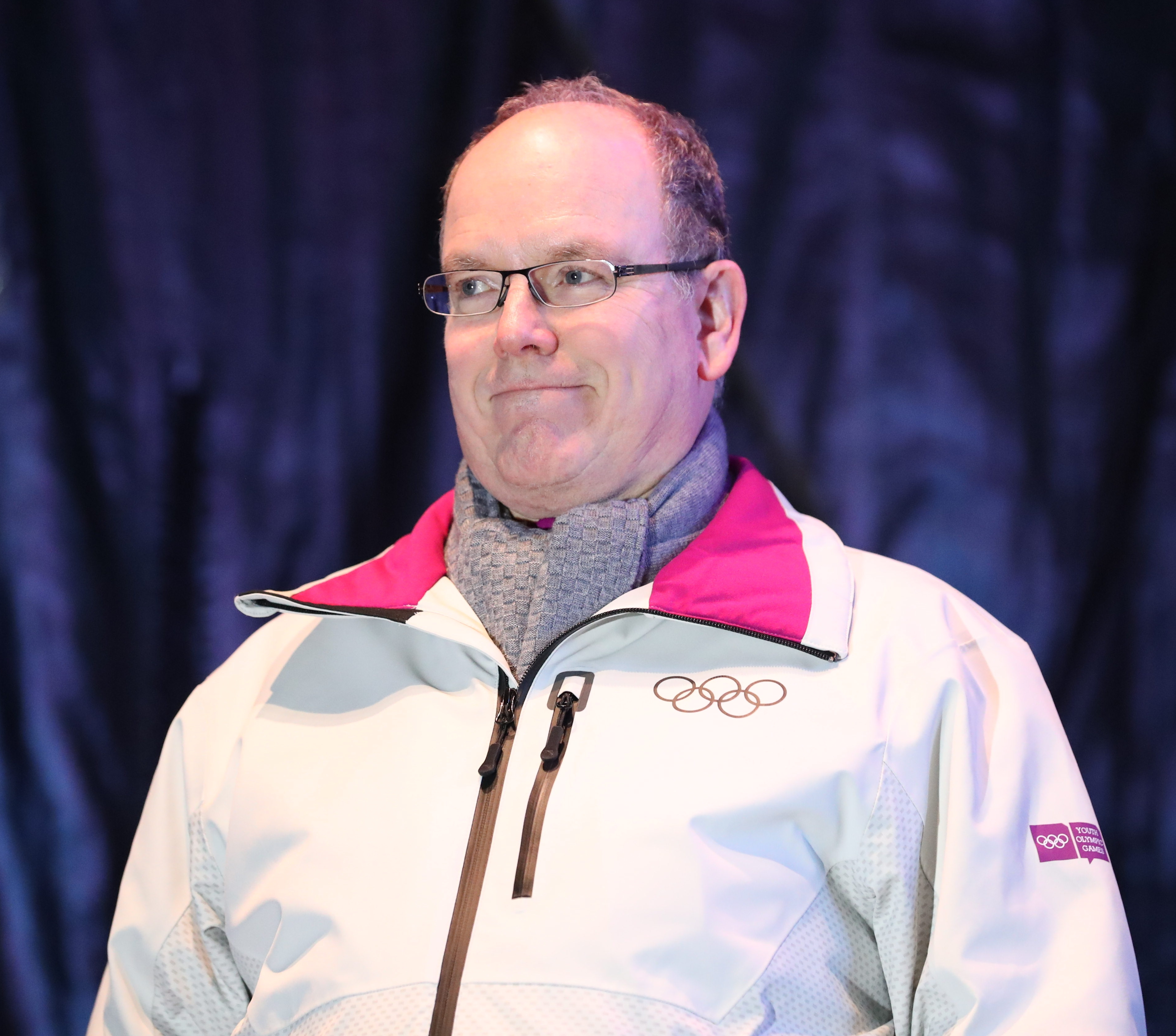
Fürst Albert in seiner Funktion als Mitglied des Internationalen Olympischen Komitees bei den Olympischen Jugend-Winterspielen 2020, hier bei einer Siegerehrung in St. Moritz

Fürst Albert vertrat vor seiner Thronbesteigung fünfmal (1988 bis 2002) sein Land bei den Olympischen Winterspielen, an denen er als Bobfahrer teilnahm. Seine beste Platzierung war dabei ein 25. Platz 1988 im Zweierbob mit Gilbert Bessi. Bereits seit 1985 ist er Mitglied des Internationalen Olympischen Komitees und seit 1994 Vorsitzender des Nationalen Olympischen Komitees von Monaco. Er nahm ebenfalls an der Rallye Paris-Dakar sowie an einem internationalen Kombinationswettbewerb aus Segel- und Golfsport teil. Sein Großvater John B. Kelly senior und sein Onkel John B. Kelly junior waren olympische Medaillengewinner im Rudern. Außerdem besitzt er den schwarzen Gürtel im Judo.

### Regierungszeit
Am 31. März 2005 wurde Albert vom siebenköpfigen Kronrat zum Regenten ernannt. Den Thron von Monaco bestieg er nach dem Tode seines Vaters als Albert II. am 6. April 2005. Die offizielle Inthronisation als 30. Fürst von Monaco erfolgte nach Ablauf der fast dreimonatigen Trauerzeit, die mit der Beisetzung Rainiers III. am 15. April begonnen hatte, am 12. Juli 2005.
Im April 2006 nahm Albert II. an einer Nordpolexpedition teil, die anlässlich des 100. Jahrestages der Arktisexpedition seines Ururgroßvaters, Fürst Albert I., veranstaltet wurde. Albert II. nutzte die internationale Aufmerksamkeit, die seine Teilnahme erweckte, um auf die durch die Erderwärmung entstehenden Gefahren für die Arktisregion aufmerksam zu machen. Albert II. erreichte den Nordpol am Ostersonntag (16. April) 2006 um 15:45 Uhr MESZ. Er ist damit das erste amtierende Staatsoberhaupt, das den Nordpol betreten hat. Anfang 2009 erreichte er den Südpol.

### Öffentliche Engagements
Fürst Albert II. unterstützt die Sea Shepherd Conservation Society, die sich aktiv gegen die Jagd auf Wale, Haie und Robben sowie gegen die Überfischung der Meere einsetzt. Bereits seit seiner Zeit als Erbprinz ist er der Ehrenpräsident des monegassischen Amateurfunkverbands Association des Radioamateurs de Monaco (A.R.M.) und hat das Amateurfunkrufzeichen 3AØAG (siehe auch Liste prominenter Funkamateure). Im Jahr 2008 wurde ihm der Umweltpreis Champions of Earth Award verliehen und 2018 der Europäische Kulturpreis Taurus. Er ist Unterstützer des Africa Eco Race und der 1963 von Fürstin Gracia Patricia von Monaco gegründeten World Association of Children’s Friends (AMADE). AMADE ist eine Wohltätigkeitsorganisation, die gegründet wurde, um die Entwicklung, Bildung und Gesundheit von Kindern weltweit zu unterstützen und beratenden Status unter anderem bei UNICEF und der UNESCO hat.

## Titel und Anrede

Standarte von Albert II.

Großherzoglich bekröntes Monogramm des Fürstenpaares: „A“ und „C“

Sein vollständiger Titel lautet: Albert II. Grimaldi, par la Grâce de Dieu Prince de Monaco, Duc de Valentinois, Marquis des Baux, Comte de Carladès, Baron du Buis, Seigneur de Saint-Rémy, Sire de Matignon, Comte de Torigni, Baron de Saint-Lô, de la Luthumière et de Hambye, Duc d’Estouteville, de Mazarin et de Mayenne, Prince de Château-Porcien, Comte de Ferrette, de Belfort, de Thann et de Rosemont, Baron d’Altkirch, Seigneur d’Isenheim, Marquis de Chilly, Comte de Longjumeau, Baron de Massy, Marquis de Guiscard.
Die offizielle Anrede und Titulatur des Fürsten lautet Son Altesse Sérénissime le Prince Albert II, abgekürzt S.A.S. le Prince Albert II (deutsch: Seine Durchlaucht (S.D.) Fürst Albert II.). Die persönliche Anrede lautet Monseigneur, was wie das italienische Monsignore „mein Herr“ bedeutet.

## Wappen
Schild von Rot und Silber in drei untereinanderstehenden Reihen zu je fünf anstoßenden roten Plätzen gerautet; Schildhalter: zwei Mönche, in der freien Hand ein blankes Schwert schwingend; Wahlspruch: Deo Juvante (Mit Gottes Hilfe); Großherzogskrone und purpurfarbener, hermelingefütterter Wappenmantel.

## Auszeichnungen und Ehrungen
- Großoffizier, 2006 Großkreuz der Ehrenlegion (Frankreich)
- 1979 Großkreuz des Ordens des heiligen Karl (Monaco)
- 1958 Großkreuz des Grimaldi-Ordens (Monaco)
- 2005 Großmeister des Kronenordens (Monaco)
- 2009 Großkreuz des Ordens von König Tomislav (Kroatien)
- 1997 Großkreuz des Nationalen Verdienstordens (Frankreich)
- 2009 Kommandeur des Ordre des Palmes Académiques (Frankreich)
- 2015 Kommandeur des Seeverdienstordens (Frankreich)
- Kommandeur des Ordens für Verdienste um das Bildungswesen (Frankreich)
- 2005 Großkreuz mit Ordenskette des Verdienstordens der Republik Italien
- 1983 Großkreuz des Ritterordens vom Heiligen Grab zu Jerusalem (Vatikan)
- 1977 Großoffizier des Löwenordens (Senegal)
- Großkreuz des Ordens der Heiligen Mauritius und Lazarus (Haus Savoyen)
- Großkreuz des Ordens Danilos I.
- 1998 Großkreuz des Nationalordens Nigers
- 2002 Großkreuz des Ordens des Sklavenbefreiers José Simeón Cañas (El Salvador)
- Großkreuz des Renaissance-Ordens (Jordanien)
- Großer Orden am Band des Ordens des 7. November (Tunesien)
- 2002 Großkreuz des Ordens Vasco Nuñez de Balboa (Panama)
- Medaille Erster Klasse des Verdienstordens (Bulgarien)
- 2009 Collane des Sterns von Rumänien
- 2003 Großkreuz des Sonnenordens (Peru)
- 1997 Ehren- und Devotions-Großkreuz-Ritter des Souveränen Malteserordens (15. Oktober)
- Großer Verdienstorden am Band (Libanon)
- 2003 Goldenes Großkreuz des Ordens Juan Mora Fernández (Costa Rica)
- Großkreuz des St. Agatha-Ordens (San Marino)
- 2009 Collane des Verdienstordens Pro Merito Melitensi
- 2009 B.A.U.M.-Umweltpreis
- 2012 Großkreuz des Verdienstordens der Republik Polen
- 2012 Großkreuz des Ordens Vytautas des Großen
- 2014 Ehrendoktor der Universität Bern (Schweiz)[19]
- 2016 Deutscher Meerespreis
- 2017 Ehrendoktor der Universität Sorbonne (Frankreich)[20]
- 2020 Freiheitspreis der Medien (Ludwig Erhard Gipfel)
- 2021 Kollarritter des Ritterordens vom Heiligen Grab zu Jerusalem (Vatikan)

## Vorfahren
| Ahnentafel Fürst Albert II. von Monaco | Ahnentafel Fürst Albert II. von Monaco                                                    | Ahnentafel Fürst Albert II. von Monaco                                                    | Ahnentafel Fürst Albert II. von Monaco                                                    | Ahnentafel Fürst Albert II. von Monaco                                                    | Ahnentafel Fürst Albert II. von Monaco                                     | Ahnentafel Fürst Albert II. von Monaco                                     | Ahnentafel Fürst Albert II. von Monaco                                                    | Ahnentafel Fürst Albert II. von Monaco                                     |
| -------------------------------------- | ----------------------------------------------------------------------------------------- | ----------------------------------------------------------------------------------------- | ----------------------------------------------------------------------------------------- | ----------------------------------------------------------------------------------------- | -------------------------------------------------------------------------- | -------------------------------------------------------------------------- | ----------------------------------------------------------------------------------------- | -------------------------------------------------------------------------- |
| Ururgroßeltern                         | Graf Charles de Polignac (1824–1881) ⚭ 1851 Josephine Lenormand de Morando (1828–1883)    | Isidro Fernando de La Torre y Gil (1816–1881) ⚭ Luisa de Mier y Celis (1830–1883)         | Fürst Albert I. (1848–1922) ⚭ 1869 Lady Mary Victoria Hamilton (1850–1922)                | Jacques Henri Louvet (1830–1910) ⚭ 1852 Joséphine Elmire Piedefer (1828–1871)             | Brian Kelly (1804–1889) ⚭ 1849 Honora Margaret McLaughlin (1821–1884)      | Walter Costello (1832–1910) ⚭ 1851 Anne Burke (1833–1882)                  | Johann Christian Karl Majer (1837–1885) ⚭ 1860 Luise Wilhelmine Mathilde Adam (1837–1904) | Georg Berg (1841–1908) ⚭ 1868 Elisabetha Röhrig (1843–1886)                |
| Urgroßeltern                           | Graf Maxence de Polignac (1857–1936) ⚭ 1881 Suzanne de La Torre y Mier (1858–1913)        | Graf Maxence de Polignac (1857–1936) ⚭ 1881 Suzanne de La Torre y Mier (1858–1913)        | Fürst Ludwig II. (1870–1949) + Marie Juliette Louvet (1867–1930)                          | Fürst Ludwig II. (1870–1949) + Marie Juliette Louvet (1867–1930)                          | John Henry Kelly (1847–1897) ⚭ 1867 Mary Costello (1852–1926)              | John Henry Kelly (1847–1897) ⚭ 1867 Mary Costello (1852–1926)              | Karl Majer (1863–1922) ⚭ 1896 Margaretha Berg (1870–1949)                                 | Karl Majer (1863–1922) ⚭ 1896 Margaretha Berg (1870–1949)                  |
| Großeltern                             | Graf Pierre de Polignac (1895–1964) ⚭ 1920 Erbprinzessin Charlotte von Monaco (1898–1977) | Graf Pierre de Polignac (1895–1964) ⚭ 1920 Erbprinzessin Charlotte von Monaco (1898–1977) | Graf Pierre de Polignac (1895–1964) ⚭ 1920 Erbprinzessin Charlotte von Monaco (1898–1977) | Graf Pierre de Polignac (1895–1964) ⚭ 1920 Erbprinzessin Charlotte von Monaco (1898–1977) | John Brendan Kelly (1889–1960) ⚭ 1924 Margaret Katherine Majer (1898–1990) | John Brendan Kelly (1889–1960) ⚭ 1924 Margaret Katherine Majer (1898–1990) | John Brendan Kelly (1889–1960) ⚭ 1924 Margaret Katherine Majer (1898–1990)                | John Brendan Kelly (1889–1960) ⚭ 1924 Margaret Katherine Majer (1898–1990) |
| Eltern                                 | Fürst Rainier III. (1923–2005) ⚭ 1956 Grace Patricia Kelly (1929–1982)                    | Fürst Rainier III. (1923–2005) ⚭ 1956 Grace Patricia Kelly (1929–1982)                    | Fürst Rainier III. (1923–2005) ⚭ 1956 Grace Patricia Kelly (1929–1982)                    | Fürst Rainier III. (1923–2005) ⚭ 1956 Grace Patricia Kelly (1929–1982)                    | Fürst Rainier III. (1923–2005) ⚭ 1956 Grace Patricia Kelly (1929–1982)     | Fürst Rainier III. (1923–2005) ⚭ 1956 Grace Patricia Kelly (1929–1982)     | Fürst Rainier III. (1923–2005) ⚭ 1956 Grace Patricia Kelly (1929–1982)                    | Fürst Rainier III. (1923–2005) ⚭ 1956 Grace Patricia Kelly (1929–1982)     |
| Fürst Albert II. von Monaco (* 1958)   |                                                                                           |                                                                                           |                                                                                           |                                                                                           |                                                                            |                                                                            |                                                                                           |                                                                            |